# Nissan Cedric
Nissan Cedric – samochód osobowy klasy średniej-wyższej produkowany przez japońską firmę Nissan w latach 1960-2004. Dostępny jako 4-drzwiowy sedan. Do napędu używano silników R4, R6 i V8. Moc przenoszona była na oś tylną (opcjonalnie AWD - X generacja) poprzez automatyczną skrzynię biegów. Powstało dziesięć generacji modelu. Samochód został zastąpiony przez model Fuga.

## Dane techniczne ('79 R6 2.0)

### Silnik
- R6 2,0 l (1998 cm³), 2 zawory na cylinder, SOHC
- Układ zasilania: gaźnik
- Średnica cylindra × skok tłoka: 78,00 mm × 69,70 mm
- Stopień sprężania: 8,6:1
- Moc maksymalna: 117 KM (86 kW) przy 5600 obr./min
- Maksymalny moment obrotowy: 163 N•m przy 3600 obr./min

### Osiągi
- Przyspieszenie 0-100 km/h: b/d
- Prędkość maksymalna: 160 km/h

## Dane techniczne ('03 V6 3.0)

### Silnik
- V6 3,0 l (2987 cm³), 4 zawory na cylinder, DOHC, turbo
- Układ zasilania: wtrysk
- Średnica cylindra × skok tłoka: 93,00 mm × 73,30 mm
- Stopień sprężania: 9,0:1
- Moc maksymalna: 280 KM (206 kW) przy 6000 obr./min
- Maksymalny moment obrotowy: 387 N•m przy 3600 obr./min

### Osiągi
- Przyspieszenie 0-100 km/h: b/d
- Prędkość maksymalna: b/d

## Galeria

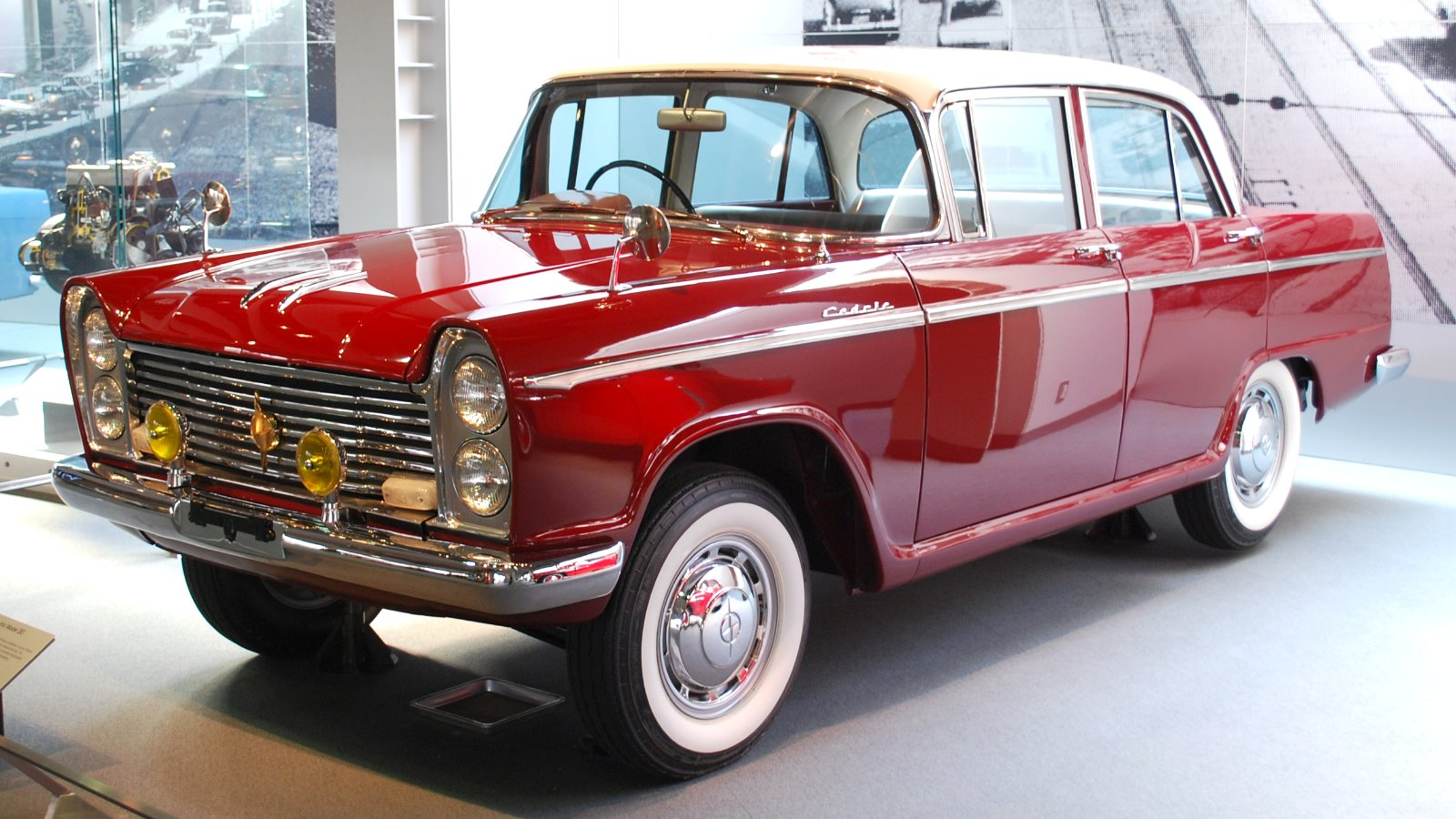
'60-‘65 Cedric
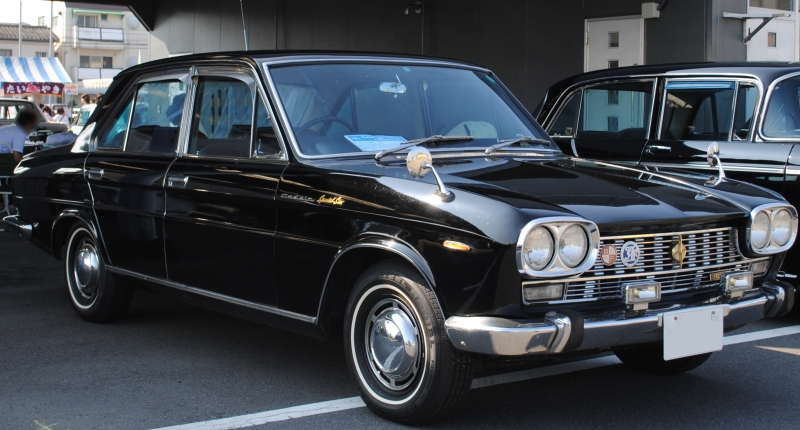
'65-'71 Cedric
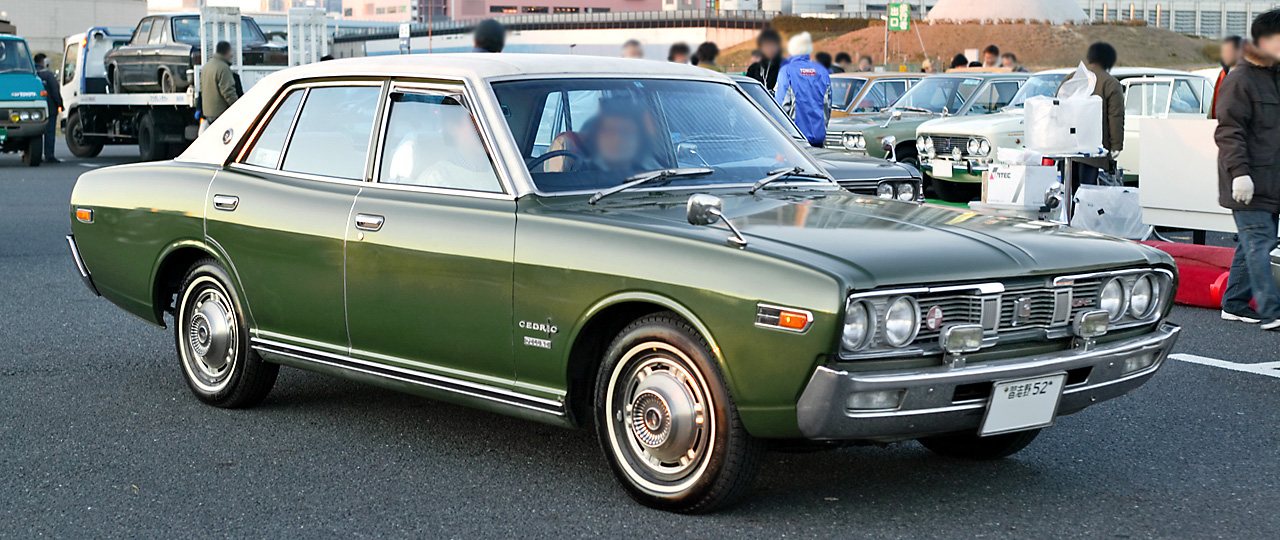
'71-'75 Cedric
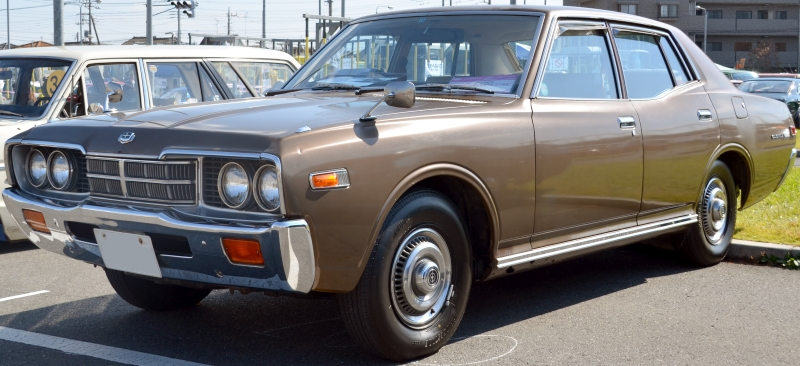
'75-'79 Cedric
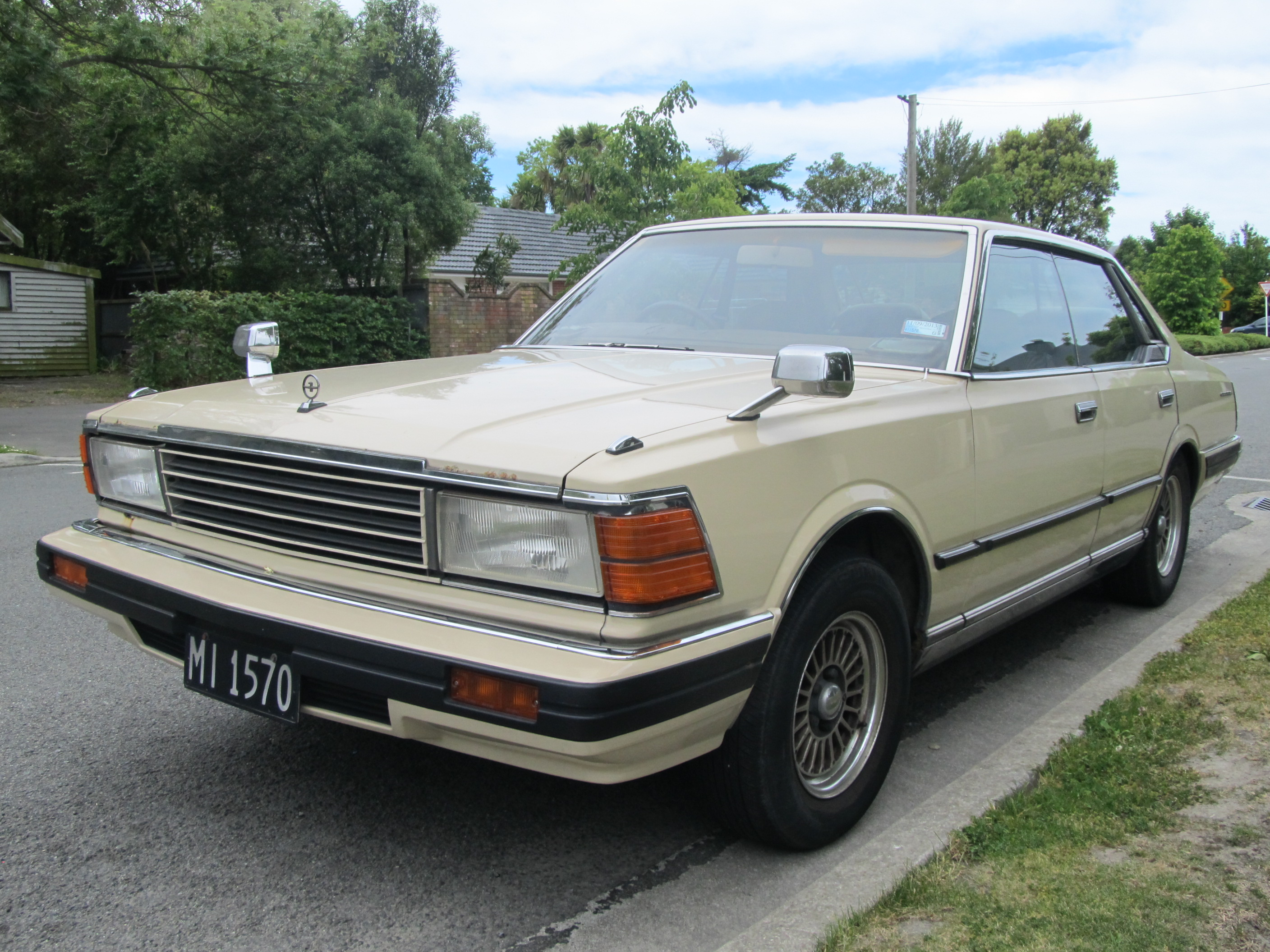
'79-'83 Cedric
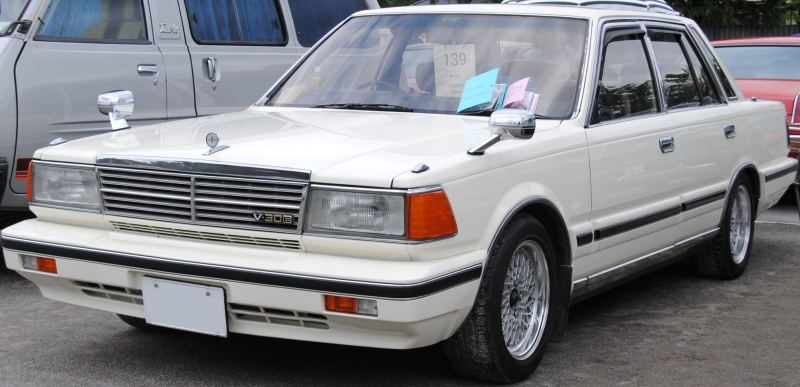
'83-'87 Cedric
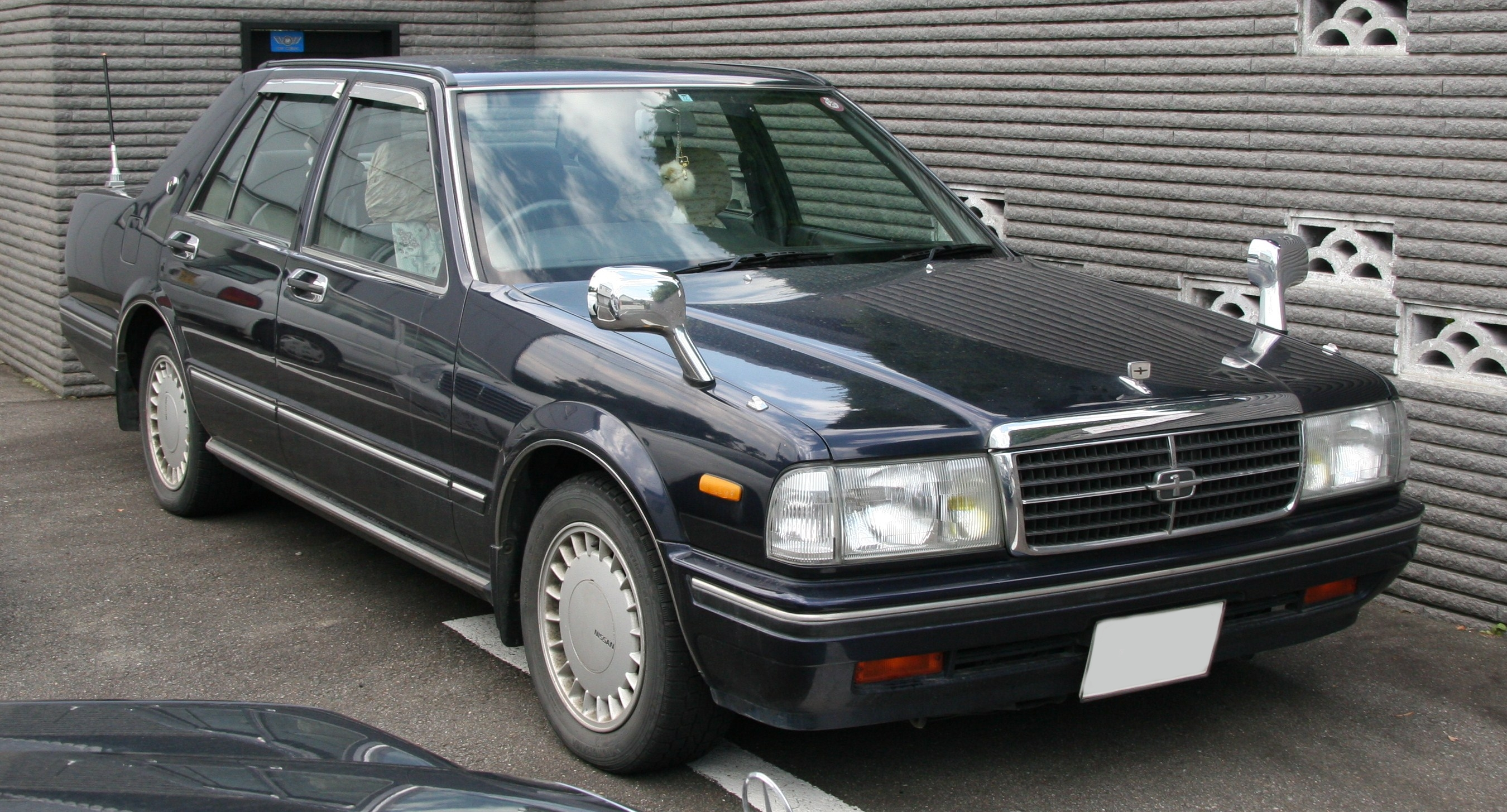
'87-'91 Cedric
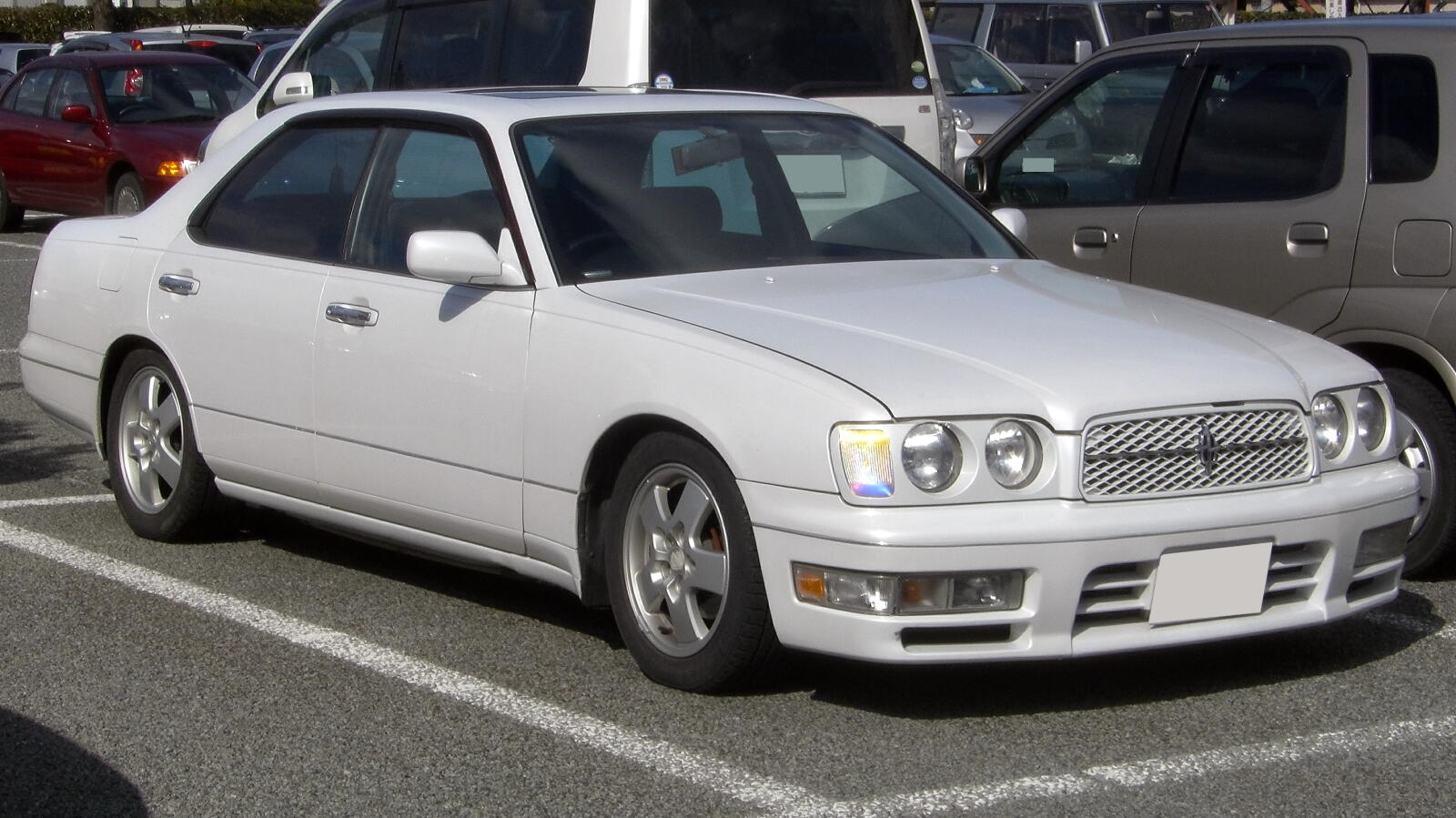
'91-'95 Cedric
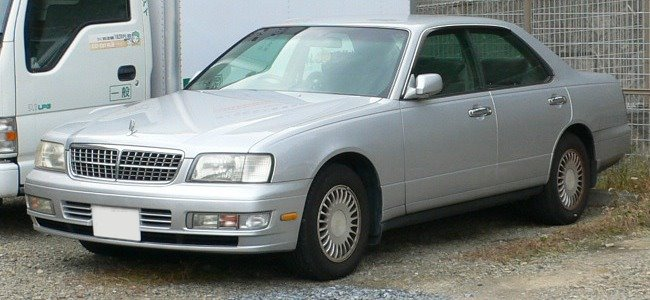
'95-'99 Cedric
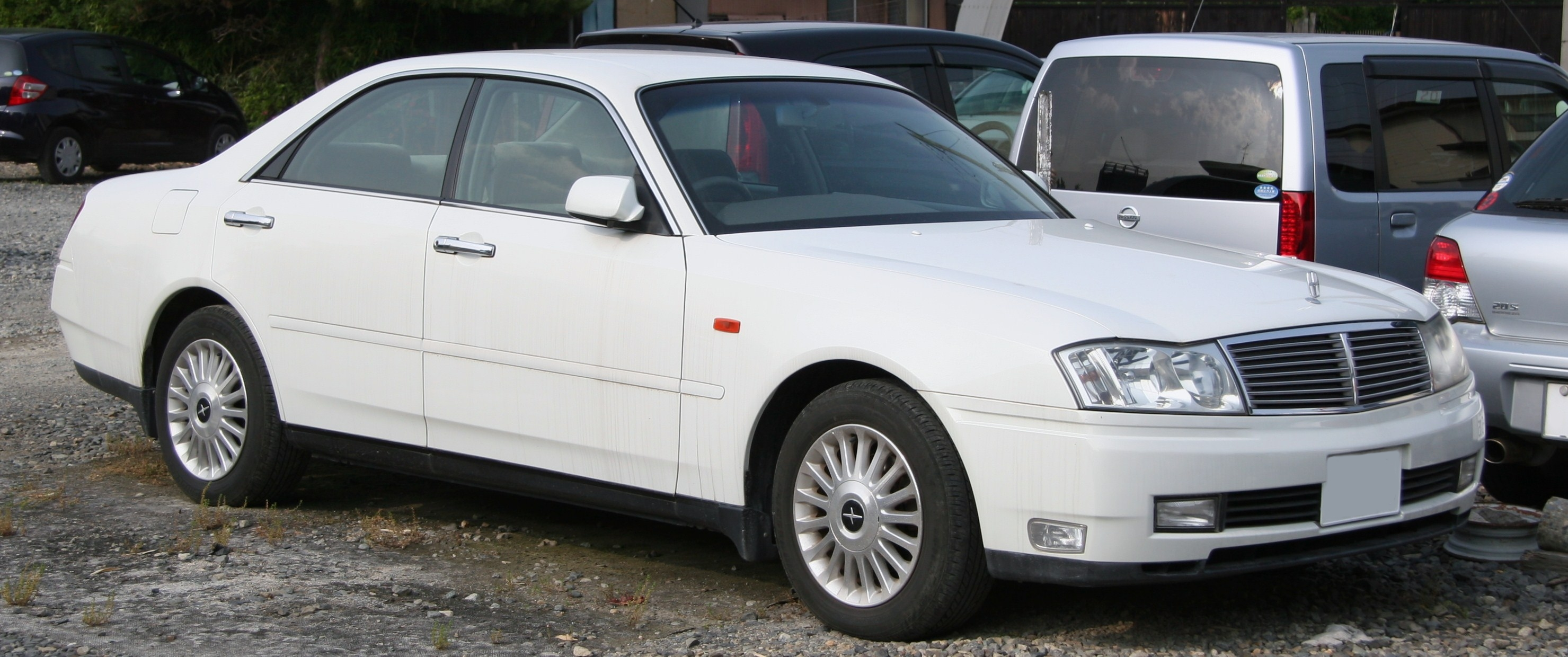
'99-'04 Cedric